# Campnosperma
Campnosperma é um género botânico pertencente à família Anacardiaceae.